# Réparateur d'instruments à vent
En musique, le réparateur d'instruments à vent est le professionnel chargé de l'entretien et de la réparation des instruments à vent (bois et cuivres) aussi bien pour les musiciens professionnels que pour ceux du monde amateur. L'apprentissage sur un instrument mal réglé est souvent cause d'abandon et il appartient au professeur de guider son élève vers un réparateur quand cela s'avère nécessaire.
Né avec l'évolution des instruments au XIXe siècle, ce métier n'a commencé à faire l'objet d'une formation spécifique en France qu'avec la création de l'Institut technologique européen des métiers de la musique (ITEMM) au Mans. Parallèlement, le métier était enseigné par tradition orale au sein des grandes maisons de facture d'instruments (Henri Selmer Paris, Buffet Crampon, Georges Leblanc Paris, Rigoutat, F. Lorée, Marigaux, Antoine Courtois...) ou auprès des réparateurs eux-mêmes issus de ces fabriques. Ce n'est qu'à partir de 1981 que le métier de réparateur d'instruments à vent a fait l'objet en France d'une formation professionnelle qui permet aujourd'hui d'obtenir le CAP d'assistant technique en instruments de musique (ATIM), option instruments à vent. La formation  dure un an en cycle initial ou deux ans en alternance.

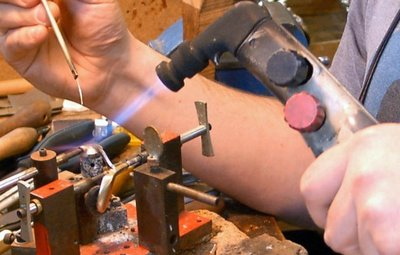
Fabrication d'une clé de hautbois dans une manufacture.

Le réparateur d'instruments à vent  possède les connaissances musicales et musicologiques indispensables au métier. Il est capable d’effectuer les opérations de réglage d'un
instrument qui lui est confié, d’établir un diagnostic sur son état, d’assurer les opérations de première maintenance (nettoyage du corps et des cheminées, retamponnage partiel ou complet, changement et réglage des ressorts / ressort à aiguille, huilage et réglage de la mécanique / des levées / des correspondances, vérification de la planéité des cheminées...) et des réparations comme la réparation d'une fente, le débosselage, la soudure, le traitement de surface (lustrage du clétage, re-argenture, vernissage, huilage du bois...), les contrôles technique et acoustique. Il apporte les éléments nécessaires à l’élaboration du devis d'entretien ou de réparation, et prévoit l’approvisionnement éventuel des pièces détachées. Il transmet les informations techniques et les observations relatives à l’instrument au facteur ou au fabricant.
Il peut participer à l’accueil de la clientèle, l’informer et la conseiller, notamment sur le bon usage et la maintenance de l’instrument.
Fréquemment le réparateur sait jouer au moins d'un instrument, ce qui lui permet de le souffler et de l'aider au diagnostic.
À l'issue de sa formation, le réparateur pourra s'installer à son compte, travailler dans un magasin de vente et réparation d'instruments de musique ou dans une manufacture d'instruments à vent.

« Il y aura toujours besoin d’un technicien aux côtés du musicien, nous pourrons difficilement être remplacés par des machines. »

— Louise Porteneuve, réparatrice et formatrice à l'ITEMM en 2015-2016

## Réparateur indépendant
Le réparateur indépendant propose souvent la vente d'accessoires (anches, écouvillons...) ainsi que la vente d'instruments de musique d'occasion restaurés ou en dépôt-vente.

## Réparateurs spécialisés
Certains réparateurs se spécialisent dans une seule famille d'instruments (flûte traversière...) et souvent établissent une relation privilégiée avec les solistes, notamment avant les récitals, les concours... pour les rassurer sur la qualité du réglage de leur instrument et effectuer des ajustements de dernière minute.

## Les outils du réparateur

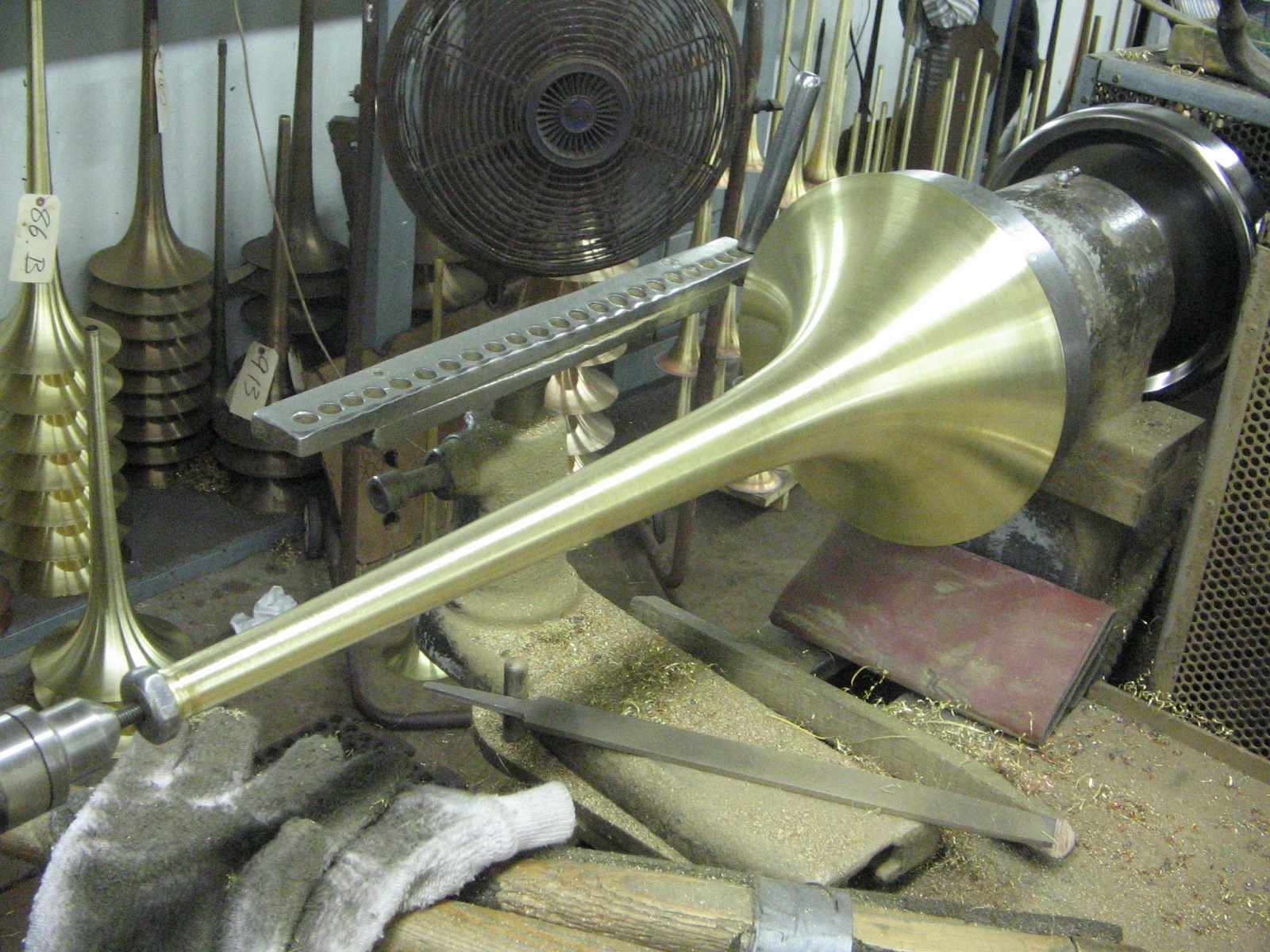
Trombone sur un tour.

Les outils du réparateur dépendent du type d'instruments à vent à réparer (liste non exhaustive):
- un établi avec un étau de précision et une cheville d'établi ;
- un bec Bunsen ;
- un jeu de tournevis ;
- un crochet à ressort ;
- différentes pinces (coupantes, plates, pince pour extraire les ressorts cassés...) ;
- différents marteaux et maillets ;
- des mandrins coniques...
- des olives de débosselage ;
- des brunissoirs ;
- un tas en acier ;
- un jeu de chasse-goupilles ;
- un jeu de limes ;
- un jeu de plaques à tamponner ;
- un touret de facteur ou un tour d'horloger ;
- un pied à coulisse ;
- un jeu de fraises ;
- un jeu d'alésoirs ;
- un jeu de forets ;
- un touret à polir ;
- une planche à vis ;
- petits consommables :
  - des lames de rasoir jetables pour tailler le liège ;
  - du papier à cigarettes, pour détecter les fuites au niveau des tampons ;
  - de la gomme laque, cire, colle thermofusible, colle néoprène ;
  - tampons (baudruche, cuir...) ;
  - liège et feutre en plaque et en différentes épaisseurs ;
  - pierre ponce, toile émeri... ;
  - huile, graisse à liège... ;
- un diapason.

Le réparateur utilise également une mallette d’outillage lors de ces déplacements.
Souvent le réparateur est obligé de fabriquer ses propres outils ou de personnaliser des outils du commerce.

## Contenu de formation

### en France
La formation de CAP assistant technique en instruments de musique, option instruments à vent inclut un contenu pratique :
- Assurer la maintenance courante d’une clarinette, d’une flûte traversière, d’un saxophone et d’une trompette
- Faire des opérations de débosselage sur des cuivres type trompette
- Diagnostiquer les pannes sur un instrument
- Analyser la demande d’un client et le conseiller

Et un contenu théorique :
- Principes de fabrication, anatomie et fonctionnement des instruments à vent
- Organologie (évolution de l’instrument)
- Histoire de la musique et culture musicale
- Acoustique
- Dessin sur planche
- Gestion
- Relation client
- Anglais

### en Suisse
Il existe une formation professionnelle initiale de quatre ans de facteur d'instruments à vent (Certificat fédéral de capacité ou CFC) dans deux domaines spécifiques : facture d'instruments à vent et réparation d’instruments à vent,.
Les cours blocs sont dispensés au Centre de conseil et de formation d'Arenenberg à Salenstein (TG), complétés par des cours interentreprises.
Seule la facture des instruments en cuivre (trompette, trombone ou saxophone) est enseignée en Suisse.

### en Allemagne
La fabrication d'instruments à vent en bois est enseignée à l'Ecole professionnelle pour la manufacture des instruments de musique à Ludwigsburg en Allemagne sous la forme d'un diplôme de maîtrise de facture d'instruments à vent (bois et cuivres).